# Allal al-Fasi
Muhammad Allal al-Fasi (in arabo علال الفاسي‎?, ʿAllāl al-Fāsī; Fès, 10 gennaio 1910 – Bucarest, 13 maggio 1974) è stato uno scrittore, rivoluzionario e politico marocchino.

## Biografia
Muḥammad ʿAllāl al-Fāsī nacque a Fès il 10 gennaio 1910 figlio di un'antica famiglia di dotti religiosi di origine morisca, giunta a Fès da al-Andalus nel XVII secolo per sfuggire all'Inquisizione spagnola. Era unico figlio di Rādiya Msefer e ʿAbd al-Wāḥid al-Fāsī. Ha studiato presso l'Università al-Qarawiyyin (dove insegnava suo padre, che ne era il rettore) nella sua stessa città natale. 
Per molti anni il suo maestro e mentore è stato ʿAbd al-Salām Serghinī. Fu uno dei fondatori del partito nazionalista dell'Istiqlāl, partito che fu particolarmente attivo con la causa dell'indipendenza del Marocco. Nel 1950 arriva la rottura con questo che lo porta a schierarsi con i rivoluzionari armati, che portano avanti varie guerriglie urbane, nonostante la maggior parte degli indipendentisti fosse disposta a ottenere l'indipendenza tramite trattative. 
Nel 1956 il Marocco ottenne l'indipendenza e ʿAllāl al-Fāsī rientrò nel partito di cui era stato uno dei fondatori, esprimendo tra l'altro pubblicamente l'intento di riprendere i territori che un tempo facevano parte del Marocco.
Nel 1962, ha brevemente servito come ministro degli Affari islamici del Marocco. È stato eletto al Parlamento del Marocco nel 1963. Ha poi continuato la sua attività, diventando leader principale all'interno dell'opposizione durante gli anni Sessanta e l'inizio del 1970. Chiese apertamente che Tindouf e il Sahara Spagnolo fossero riconquistati, ma non riuscì a vedere i risultati, in quanto morì d'infarto nel 1974, durante una visita in Romania dove era stato previsto un incontro con Nicolae Ceaușescu.